# حاجي أباد (خوانسار)
حاجي أباد هي قرية في مقاطعة خوانسار، إيران. عدد سكان هذه القرية هو 160 في سنة 2006.